# Laudrup af Kosova
Laudrup af Kosova er en roman fra 2003 skrevet af forfatteren Preben Haarup.

## Handling
To teenagedrenge, den ene serber, den anden kosovo-albaner, flygter fra krigens rædsler i det tidligere Jugoslavien.
Sinbads familie bliver udslettet af serberne, og Dragans familie er i opløsning, hans far er stærkt alkoholiseret og plaget af mareridt og krigstraumer.
De to venner flygter gennem det krigshærgede land på vej mod den albanske grænse. I Albanien bliver de interneret i en lejr sammen med tusindvis af andre flygtnige og fordriver her tiden med deres altoverskyggende lidenskab: fodbold, mens de venter på asyl forhåbentlig i Schmeichels hjemland, Danmark.
Venskab mellem drengene og ikke mindst fodbolden holder modet oppe hos vennerne, indtil den dag lejrens andre drenge opdager, at Dragan er serber.
Her skilles de to venners veje, og Sinbad sendes helt alene af sted til en uvis fremtid i Danmark. Sinbad ville håbe, at han engang kunne vise sin Laudrup-trøje til sin far, som er død i krigen, i Kosova-Albanien.

## Personbeskrivelse
Sinbad er 13 år, han har rødt hår og blå øjne. Han er rigtig god til fodbold, så han bliver kaldt Laudrup af Kosova.
Dragan er 16 år, har brunt hår og mørke øjne, og han er også god til fodbold, men ikke så god som Sinbad. Hans far er en af de øverste i det serbiske politi.

## Målgruppe
Bogen passer bedst til børn på 12-13 år, som kan lide fodbold, eller børn, som kommer fra Kosova. Den er let at læse, og med 142 sider er den ikke særlig lang.